# Dióskál
Dióskál è un comune dell'Ungheria di 533 abitanti (dati 2001). È situato nella contea di Zala.